# 被造物
被造物（ひぞうぶつ）は、ユダヤ教およびそれに起源するキリスト教、イスラム教などのアブラハムの宗教で、ヤハウェにより創造されたものを意味する。創造物（そうぞうぶつ）、クリーチャー（英語: creature）ともいう。これらの語は本来は「ヤハウェによる」という意味は含まないが、多くの場合、ヤハウェによる被造物を意味する。
本来、ヤハウェ自身以外のあらゆるものは被造物であるはずだが、通常、生物を意味する。文脈によっては、人間を、あるいは逆に、人間以外の生物を意味することもある。
フランケンシュタインの被創造物に対して怪物という例や妖怪、化け物、怪獣などを意味することもある。この場合、日本語訳せずクリーチャーと呼ぶことが多い。